# Wilków (powiat hrubieszowski)
Wilków (dawniej Wołkowyje) – wieś w Polsce położona w województwie lubelskim, w powiecie hrubieszowskim, w gminie Werbkowice.
| SIMC    | Nazwa          | Rodzaj    |
| ------- | -------------- | --------- |
| 0905304 | Kolonia Wilków | część wsi |

W latach 1975–1998 miejscowość należała administracyjnie do województwa zamojskiego.
Na terenie wsi utworzono dwa sołectwa  Wilków i Wilków-Kolonia gminy Werbkowice. Według Narodowego Spisu Powszechnego z roku 2011 wieś liczyła 327 mieszkańców i była dziesiątą co do liczby ludności miejscowością gminy.

## Historia
Wieś występuje pod nazwą „Volkowye” w roku 1534. W 1827 ujęta w spisie pod nazwą „Wołkowyje” od 1952 „Wilków”.

Według Słownika geograficznego Królestwa Polskiego z roku 1893 Wołkowyje to wieś z folwarkiem  w powiecie hrubieszowskim, gminie Werbkowice, parafii Trzeszczany, położone 10 wiorst od Hrubieszowa. 
W 1827 r. było tu 27 domów i 129 mieszkańców. 
W r. 1889 folwark Wołkowyje posiadał rozległość 663 mórg w tym: grunty orne i ogrody mórg 440, łąk 136 mórg, pastwisk 49 mórg, lasu  15 mórg, nieużytki   22 morgi. Budynków murowanych 3, drewnianych 17. Wieś Wołkowyje posiadała osad 24, z gruntem 290 mórg.